# Orlando Gough

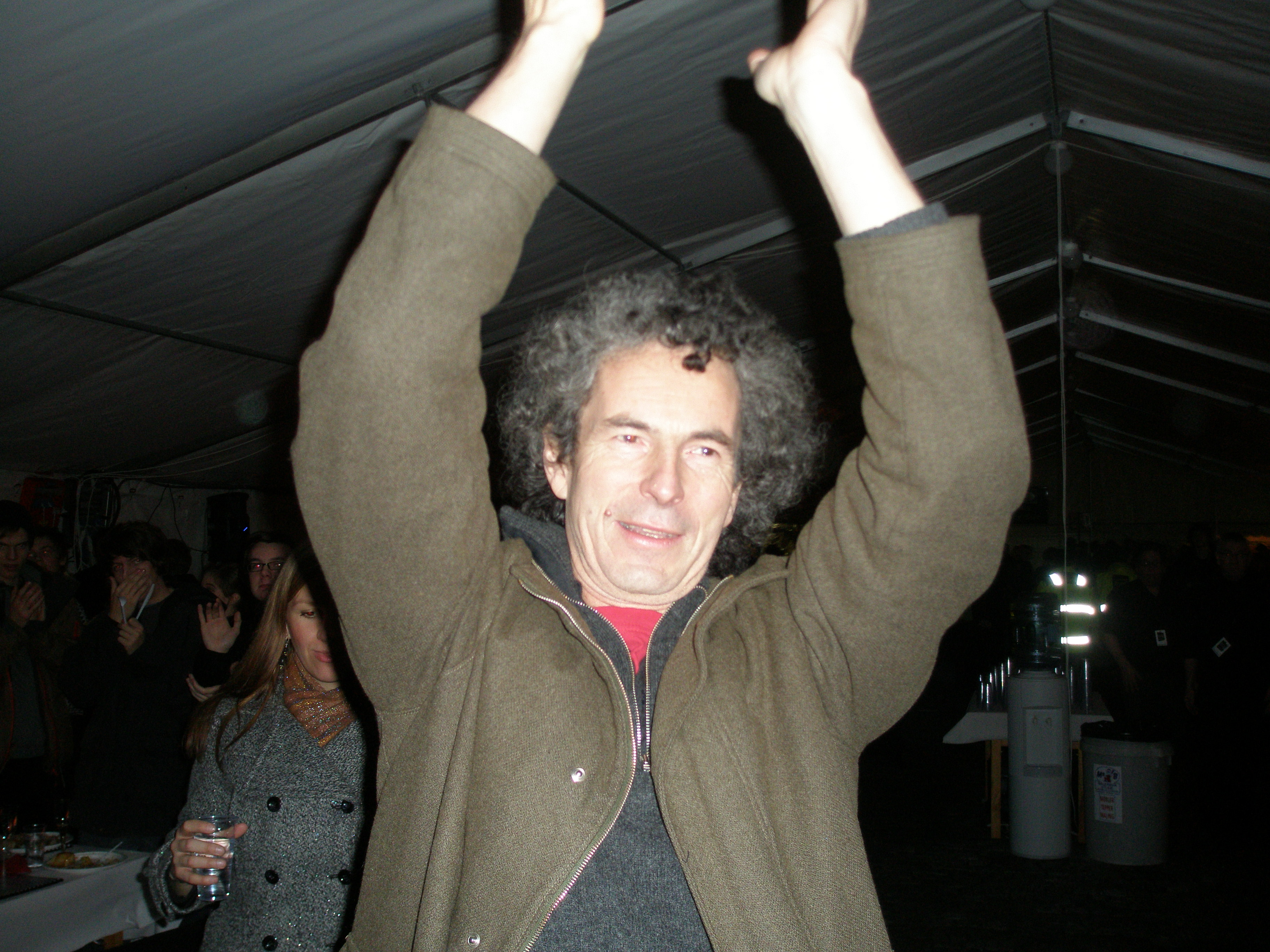
Orlando Gough in Stavanger (2008)

Orlando Mathew Leslie Gough (* 24. August 1953 in Brighton, Sussex) ist ein britischer Komponist.

## Leben
Orlando Gough besuchte die Londoner Harrow School und gehörte dort von 1969 bis 1970 dem schuleigenen Cricket-Team an. Er studierte Mathematik in Oxford, arbeitete als Lehrer und schrieb 1987 ein Mathematiklehrbuch: The Complete Advanced Level Mathematics. Er ist mit Joanna Osborne verheiratet, hat zwei Söhne und lebt in Brighton.
Gough ist als Komponist ein Autodidakt, er spielt Klavier, Keyboard und Schlagzeug. Er begann Anfang der 80er Jahre in den Bands The Lost Jockey und deren Nachfolger Man Jumping, die sich für die Minimal Music von Steve Reich und Philip Glass interessierten und zunehmend eigene Kompositionen aufführten. Mit dem Komponisten Richard Chew gründete er 1998 den Chor The Shout, der den „Time Out Award for Classical Artist“ des Jahres 2001 erhielt. Gough hat Musik für das Ballett, für Modernen Tanz und fürs Theater geschrieben. Zu seinen Arbeiten gehören Tall Stories (2001), komponiert mit Chew, ein Liederzyklus für Chor zum Thema Immigration in New York am Anfang des 20. Jahrhunderts. Er schrieb das Tanzstück Just Add Water? mit dem Choreografen Shobana Jeyasingh, für das Royal Ballet die Musik zu Saeta. Beim Theater der Welt 2005 in Stuttgart führte er das Hafenkonzert The Singing River, for 12 choirs, 18 boats, two cranes and a locomotive (Choreografie für Schiffe, Kräne und fünfhundert Sänger) auf, das Oratorium The Most Beautiful Man From The Sea für die Welsh National Opera, We Turned On The Light für die Proms. Im Auftrag der britischen Opernhäuser entwarf er das Kinderstück On the Rim Of The World. Für die Neueröffnung der Royal Festival Hall 2007 inszenierte er eine Chormusik. Von der Kulturhauptstadt Europas 2008 Stavanger erhielt er den Auftrag für die Musik für das Abschlussfest mit 500 Chorsängern. Zu Silvester desselben Jahres brachte er seine Raketensinfonie im Eröffnungsfeuerwerk der Kulturhauptstadt Linz 2009 zur Aufführung.

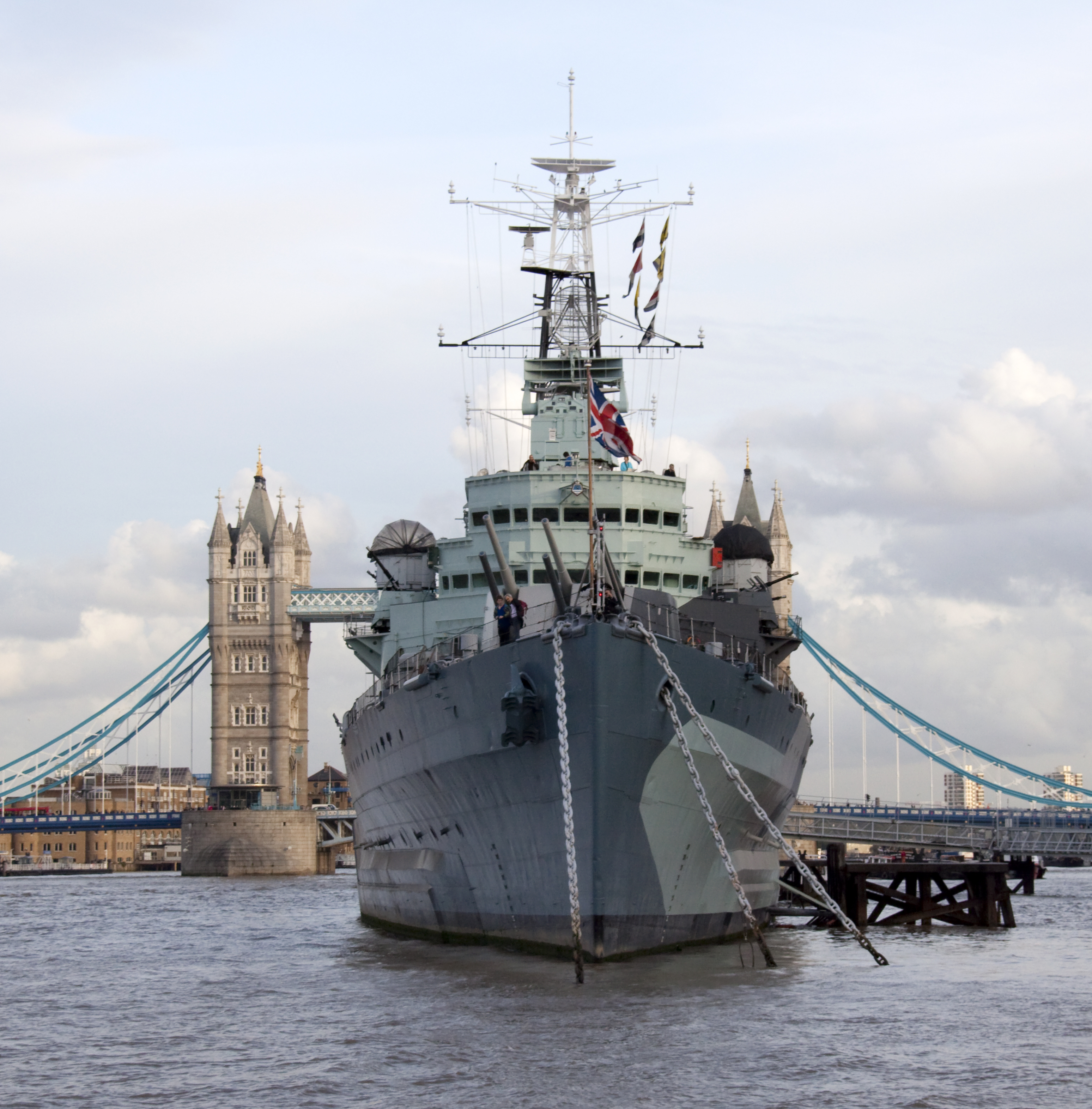
Die Belfast diente als Klangkörper in der Komposition
XX Scharnhorst (2012)

Gough hat für eine Reihe von Filmen die Musik komponiert, so zusammen mit John Lunn für Die Weisheit der Krokodile (1998).
Nitin Sawhney, Jocelyn Pook und er bekamen 2010 einen Auftrag des Royal Opera House für jeweils eine Kurzoper, Caryl Churchill schrieb ihm das Libretto für A Ring a lamp a thing. Er komponierte Transmission 2011 und XX Scharnhorst, beide Stücke waren für eine Aufführung auf dem stillgelegten Kriegsschiff Belfast geschrieben worden und wurden 2011 und 2012 im Rahmen des Thames Festival aufgeführt. Neben zwei Chören agierte der Schiffsrumpf als Klangkörper für eine Gruppe von Perkussionisten. Für das Jahr 2013 hat Gough mit Susannah Waters und Stephen Plaice die Oper Imago für das Glyndebourne Festival erarbeitet.

## Werke (Auswahl)
- Raketensinfonie, 2009
- The Finnish Opera, 2007[7]
- Caryl Churchill, Orlando Gough: Hotel: in a room anything can happen; 13 singers, 2 dancers, 3 instrumentalists and eight rooms in a hotel. Hern, London 1997.